# Діелектрична проникність
Діелектр́ична прон́икність (діелектрична стала) середовища ε — безрозмірнісна фізична величина, що характеризує ізоляційні властивості середовища. Вона показує, у скільки разів взаємодія між зарядами в однорідному середовищі менша, ніж у вакуумі.

## Загальна характеристика
Міра впливу середовища на потенційну енергію взаємодії між двома зарядами. Визначається відношенням ємностей конденсатора в присутності та відсутності заряду між обкладинками конденсатора. Це також характеристика відносної здатності діелектрика в конденсаторі забезпечувати зберігання енергії. Використовується в розрахунках, що моделюють присутність розчинника, в методах молекулярної механіки та квантової хімії.

## Фізична природа
Зменшення сили взаємодії між зарядами викликано процесами поляризації середовища. У електричному полі електрони в атомах та молекулах зміщуються відносно йонів, і виникає наведений дипольний момент. Ті молекули, які мають власний дипольний момент (наприклад, молекула води), орієнтуються в електричному полі. Дипольні моменти створюють своє електричне поле, яке протидіє тому полю, що зумовило їх появу. У підсумку, сумарне електричне поле зменшується. При невеликих полях таке зменшення можна описати за допомогою діелектричної проникності.
Сильні електричні поля можуть дуже змінити процеси, які відбуваються в середовищі. Наприклад, може наступити пробій. У такому випадку поняття діелектричної проникності втрачає сенс.

## Статична діелектрична проникність
При розгляді незмінних із часом електричних полів вводять поняття статичної діелектричної проникності.
Статична діелектрична проникність встановлює зв'язок між вектором електричної індукції {\displaystyle \mathbf {D} } й напруженістю електричного поля {\displaystyle \mathbf {E} }. Загалом, напрямки цих векторів не збігаються, тож діелектрична проникність є тензорною величиною.
{\displaystyle \mathbf {D} ={\hat {\varepsilon }}\mathbf {E} }.
Формула записана в системі СГС.
У Міжнародній системі величин (ISQ) вектор електричної індукції й напруженість електричного поля мають різну розмірність, тому {\displaystyle {\hat {\varepsilon }}} потрібно ще додатково помножити на певний коефіцієнт перетворення до інших одиниць ε0, який тепер офіційно називають електричною сталою (застаріла назва — діелектрична проникність вакууму):
{\displaystyle \mathbf {D} ={\hat {\varepsilon }}_{r}\varepsilon _{0}\mathbf {E} }.
Для ізотропних середовищ, у яких немає виділеного напрямку, тензор діелектричної проникності має діагональну форму й характеризується одним характерним для середовища числом, який називають діелектричною сталою середовища. Відповідно, у ISQ {\displaystyle {\hat {\varepsilon }}_{r}}називають відносною діелектричною проникністю.
Відносна діелектрична проникність εr може бути визначена шляхом порівняння електричної ємності тестового електричного конденсатора з певним діелектриком (Cx) і ємності того ж конденсатора у вакуумі (Co):
{\displaystyle \varepsilon _{r}={\frac {C_{x}}{C_{0}}}.}

## Діелектрична функція
Фізична картина, яка лежить в основі відгуку (реакції) середовища на змінне електричне поле, має суттєво інший характер. Зовнішнє електричне поле викликає зміщення зарядів і утворення наведених дипольних моментів, але цей процес відстає від зміни зовнішнього поля. В такому випадку, електричне поле створене наведеними дипольними моментами, залежить від того, яким було зовнішнє електричне поле в попередні моменти часу.
Враховуючи відставання відклику середовища від зміни поля, для поляризації {\displaystyle \mathbf {P} }можна записати
{\displaystyle \mathbf {P} =\int _{-\infty }^{t}{\hat {\alpha }}(t-t^{\prime })\mathbf {E} (t^{\prime })dt^{\prime }}.
В такому випадку можна ввести залежну від частоти зовнішньої електромагнітної хвилі діелектричну проникність {\displaystyle {\hat {\varepsilon }}(\omega )}, яка пов'язує між собою вектори електричної індукції та напруженості електричного поля електромагнітної хвилі з частотою ω.
{\displaystyle \mathbf {D} (\omega )={\hat {\varepsilon }}(\omega )\mathbf {E} (\omega )}.
Залежну від частоти діелектричну проникність часто називають діелектричною функцією. Вона зв'язана із залежною від частоти поляризовністю {\displaystyle {\hat {\alpha }}} співвідношенням
{\displaystyle {\hat {\varepsilon }}(\omega )=1+4\pi {\hat {\alpha }}(\omega ).}
Наведений зв'язок справедливий тільки для слабких полів, коли нелінійні ефекти не грають великої ролі.
Діелектрична функція є загалом комплексною величиною, тобто має дійсну й уявну складові. Зазвичай їх позначають {\displaystyle \varepsilon ^{\prime }}
та {\displaystyle \varepsilon ^{\prime \prime }}.
{\displaystyle \varepsilon (\omega )=\varepsilon ^{\prime }(\omega )+i\varepsilon ^{\prime \prime }(\omega )}
Якщо дійсна складова діелектричної проникності аналогічна діелектричній сталій, описуючи зумовлене поляризацією зменшення електричного поля в речовині, то уявна частина описує струми, які виникають в речовині в змінному електричному полі. Діелектрики, які не проводять постійного струму, можуть проводити змінні струми, зв'язані із періодичним зміщенням зв'язаних електронів відносно ядер.
В оптичному діапазоні дійсна складова діелектричної проникності зв'язана з показником заломлення, а уявна частина — із затуханням світла. Уявна частина діелектричної функції завжди додатна для середовища, яке поглинає світло
{\displaystyle \varepsilon ^{\prime \prime }>0}.
Від'ємні значення уявної складової діелектричної проникності виникають лише для дуже нерівноважних середовищ, у яких можливе підсилення світла (див. лазер).
Загалом принцип причинності накладає певні обмеження на можливі значення дійсної та уявної складових діелектричної проникності, які задаються співвідношеннями Крамерса-Кроніґа.

### Низькі частоти
На низьких частотах діелектрична проникність речовин близька до діелектричної сталої. Проте необхідно враховувати той факт, що реальні діелектрики хоча б частково проводять електричний струм. Для речовини з провідністю σ діелектрична проникність на частоті ω дорівнює
{\displaystyle \varepsilon (\omega )=\varepsilon _{st}+{\frac {4\pi \sigma i}{\omega }}},
де c — швидкість світла, {\displaystyle \varepsilon _{st}} — діелектрична стала.
Для провідників другий член великий завдяки великому значенню провідності. Існуванням цього члена пояснюється скін-ефект — часткове проникнення електричного поля в провідник.

### Високі частоти
За дуже високих частот, діелектрична проникність поводиться однаково для провідників та діелектриків. Ця поведінка описується формулою
{\displaystyle \varepsilon (\omega )=1-{\frac {4\pi Ne^{2}}{m\omega ^{2}}}},
де N — загальна кількість електронів у всіх атомах одиниці об'єму середовища, m — маса електрона, e — його заряд.
Звідси видно, що {\displaystyle \varepsilon \rightarrow 1} при {\displaystyle \omega \rightarrow \infty }.

## Діелектрична проникність та показник заломлення
Діелектрична функція в оптичному частотному діапазоні зв'язана із показником заломлення світла співвідношенням:
{\displaystyle \varepsilon (\omega )=(n+i\kappa )^{2}\ },
де n — показник заломлення, κ — коефіцієнт затухання світла.
У випадку, коли затухання мале (світло розповсюджується в прозорому середовищі),
{\displaystyle \varepsilon =n^{2}\ }.